# Dipylonvaas

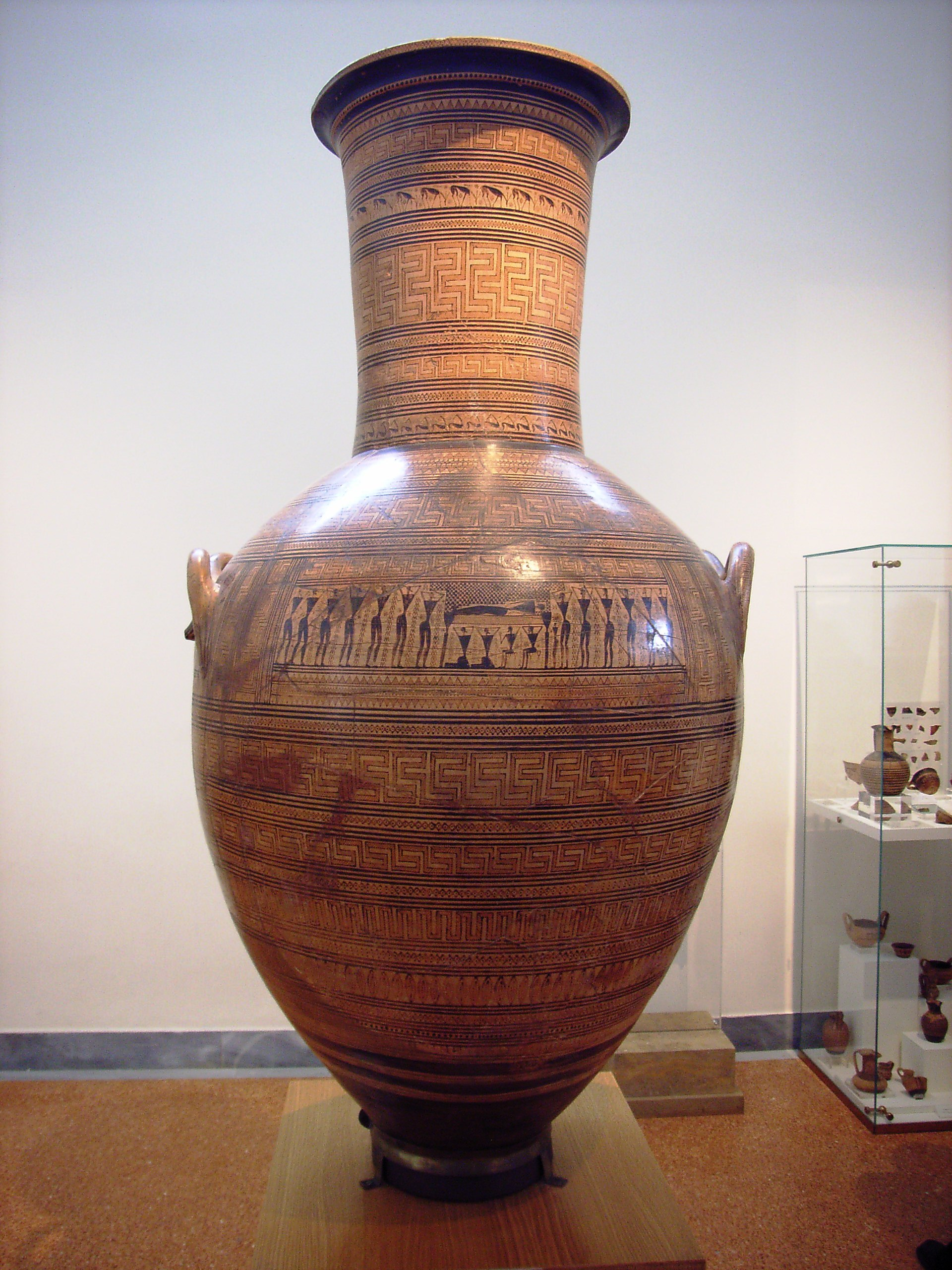
Dipylonvaas

De naam Dipylonvazen heeft men gegeven aan de grote, met geometrische motieven versierde, grafvazen uit de 8e eeuw v.Chr. die uit de begraafplaats nabij de Dipylonpoort in Athene aan het licht zijn gekomen.
De meeste exemplaren zijn 1 m tot 1,5 m hoog en bezitten geen bodem, zodat het plengoffer gemakkelijk in het graf kon doordringen. De mooiste Dipylonvazen (bijvoorbeeld in het Nationaal Archeologisch Museum van Athene) vertonen behalve de geometrische lijnmotieven ook abstracte, gestileerde voorstellingen van mensen en dieren of scènes uit het begrafenisritueel.